# Roversio
Roversio Rodrigues de Barros (Igarassu, Brasil, 17 de enero de 1984) es un exfutbolista brasileño que jugaba como defensa, su último equipo fue el New York Cosmos

## Biografía

### Brasil
Se formó en la cantera de Santa Cruz Futebol Clube mismo club de donde salió Ricardo Rocha, Rivaldo y muchos otros, donde permaneció hasta la temporada 2003-04, en la que fue fichado por el Gil Vicente Futebol Clube de la Segunda División de Portugal. 
En 2007 fue fichado por el Futebol Clube Paços de Ferreira, también de Portugal.

### CA Osasuna
En verano de 2008 fue traspasado al Club Atlético Osasuna por 600.000 euros. 
Roversio tenía en el Osasuna una cláusula de rescisión de 12 millones de euros. El espigado defensa central brasileño, está bien dotado en los balones aéreos gracias a su envergadura de 1 metro y 87 centímetros, y lo complementa con una velocidad y rapidez impropia para su altura. A pesar de ello, y debido a sus lesiones , únicamente ha disputado 12 encuentros en dos temporadas en el club Rojillo.

### Real Betis Balompié
El 25 de agosto de 2010 fue cedido al Real Betis Balompié, con una opción de compra valorada en 1,6 millones de euros. Roversio fue presentado por su actual equipo el jueves 26 de agosto de 2010.
El Real Betis Balompié, no ejerció la opción de compra, al encontrarse en ley concursal, Roversio volvió a Pamplona, pero al ser extracomunitario, no tenía sitio en el equipo, ya que las tres plazas para extracomunitarios, estaban cubiertas, por Nekounam, Masoud y Lekić.

### Vuelta a Osasuna
Al tener novia portuguesa desde su paso por el fútbol portugués, decidió contraer matrimonio y así ser comunitario. Desde ese día, formó parte de la primera plantilla del Club Atlético Osasuna, siendo una de las grandes esperanzas para la afición pamplonica, aunque no tuvo muchas opciones durante esa temporada.

### Orduspor
De la mano del nuevo entrenador, Héctor Cúper, llega en junio de 2012 al Orduspor de la Superliga de Turquía.

## Clubes
| Club                     | País           | Año       |
| ------------------------ | -------------- | --------- |
| Santa Cruz Futebol Clube | Brasil         | 2003-2004 |
| Gil Vicente              | Portugal       | 2004-2007 |
| FC Paços de Ferreira     | Portugal       | 2007-2008 |
| CA Osasuna               | España         | 2008-2010 |
| Real Betis Balompié      | España         | 2010-2011 |
| CA Osasuna               | España         | 2011-2012 |
| Orduspor                 | Turquía        | 2012-2014 |
| New York Cosmos          | Estados Unidos | 2014-2015 |